# Dioscorea bosseri
Dioscorea bosseri är en enhjärtbladig växtart som beskrevs av Haigh och Paul Wilkin. Dioscorea bosseri ingår i släktet Dioscorea och familjen Dioscoreaceae. Inga underarter finns listade i Catalogue of Life.